# XIT Ranch

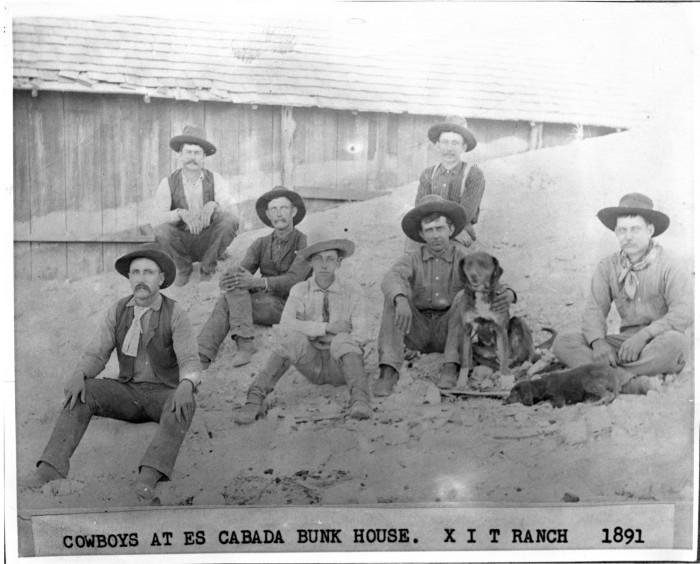
Cowboys der XIT Ranch im Jahre 1891.

Die XIT Ranch war eine Rinderranch im Texas Panhandle, die von 1885 bis 1912 bestand. Zur Ranch gehörten 3.000.000 Acres oder 12.000 Quadratkilometer Land in den Great Plains. Die Grenze der Ranch folgte für 300 Kilometer der Landesgrenze zu New Mexico und dehnte sich von da aus 20 bis 30 Kilometer ins Innenland von Texas. Das Gebiet der Ranch erstreckte sich über 10 texanische Counties: Dallam, Hartley, Oldham, Deaf Smith, Parmer, Castro, Bailey, Lamb, Cochran und Hockley.
Im Jahre 1879 legte die texanische Regierung fest, dass rund 3.000.000 Acres (12.000 Quadratkilometer) mit dem Zweck verkauft werden sollte, ein neues Staatskapitol zu finanzieren. 1882 einigte sich die texanische Legislative mit Charles B. Farwell und Jon V. Farwell aus Chicago darauf, einem von den Farwells geleiteten Syndikat, dem auch viele britische Investoren angehörten, das Land zu übereignen, wenn diese sich im Gegenzug dazu bereit erklärte, für 3.000.000 USD das neue Staatskapitol in Austin zu errichten.
Die Ranch wurde 1885 gegründet. Gehalten wurden auf der Ranch Longhorn-Rinder, die aus verwilderten spanischen Hausrindern entstanden waren und die gut an die harten Lebensbedingungen der Great Plains angepasst waren. Zu diesem Zeitpunkt hatte sich die Rinderhaltung in den Vereinigten Staaten bereits stark verändert: 1873 war das erste Patent für Stacheldraht vergeben worden, der dem heutigen Stacheldraht weitgehend entsprach. Dies führte zu einer drastischen Veränderung der texanischen Weidewirtschaft. Vieh konnte nicht mehr ungehindert über die Great Plains nach Norden getrieben werden. Bereits im Jahr 1885 hatte die XIT Ranch 476000 Acres für 50000 Rinder legal eingezäunt. Auf ihrem Höhepunkt wurden mehr als 150000 Rinder gehalten, die von 2400 Kilometer Stacheldraht eingezäunt waren. Außerdem wurden auf dem Gebiet 325 Windmühlen und mehr als 100 Staudämme errichtet.  
Die Ranch war wirtschaftlich nicht sonderlich erfolgreich, da die Preise für Rindfleisch 1886 und 1887 drastisch einbrachen. Ab 1900 wurde allmählich Land verkauft, um die Investoren befriedigen zu können. 1912 wurde der Betrieb eingestellt.

## Einzelbelege
1. ↑  XIT Ranch. In: The Handbook of Texas Online. Texas State Historical Association (TSHA), 1999 ff. (englisch).. Aufgerufen am 21. Juni 2014.
2. ↑  "Thumbnail History of the XIT Ranch". The XIT Museum (Memento des Originals vom 4. April 2005 im Internet Archive)  Info: Der Archivlink wurde automatisch eingesetzt und noch nicht geprüft. Bitte prüfe Original- und Archivlink gemäß Anleitung und entferne dann diesen Hinweis.. Aufgerufen am 21. Juni 2014.
3. ↑  "FAIRLAWN: THE FARWELL/McGANN ESTATE AT 965 EAST DEERPATH" Biography of Charles B. Farwell Aufgerufen am 21. Juni 2014.
4. ↑  "My Turn" Archivierte Kopie (Memento des Originals vom 22. Mai 2018 im Internet Archive)  Info: Der Archivlink wurde automatisch eingesetzt und noch nicht geprüft. Bitte prüfe Original- und Archivlink gemäß Anleitung und entferne dann diesen Hinweis. Geschichte der XIT Ranch. Aufgerufen am 21. Juni 2014.
5. ↑  Vor 135 Jahren: Joseph Glidden erhält US-Patent für Stacheldraht. Ende der endlosen Weite. WDR 2 vom 22. November 2009.
6. ↑   Reviel Netz: Barbed Wire: An Ecology of Modernity. Wesleyan University Press, Middletown 2004, ISBN 978-0-8195-6959-2. S. 32.